# 増毛駅
増毛駅（ましけえき）は、かつて北海道増毛郡増毛町弁天町1丁目にあった北海道旅客鉄道（JR北海道）留萌本線の廃駅である。電報略号はマケ、事務管理コードは▲121513であった。

## 歴史

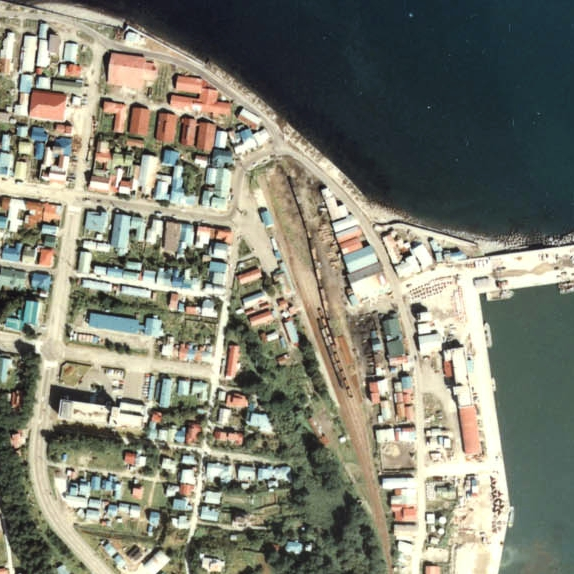
1977年の増毛駅と周囲約500メートル範囲。下が留萌方面。駅舎より南側に単式ホームを有し、本線は北側の貨物ホームへ引き込み線を分岐して、その外側へ折り返し線となって伸びる。南側の山手側には車庫と放置された転車台の窪みが見える。駅裏は数本の留置線を挟んで北側に並ぶ倉庫裏へ荒荷積み降ろし場、南側に石炭の荷下ろし場が設けられている。

留萌本線が当初目指していた留萌港の修築は1910年に着工していたが、留萌は波が荒く土木技術上の問題から整備に時間を要し、鉄道が開通しても港が完成しない事態が予想されていた。そこで港を早く使える増毛まで留萌本線を延長することになった。当駅は1921年に開業し、結果として1929年の留萌港開港より早い営業開始となった。
留萌本線の部分廃止に伴い、2016年（平成28年）12月5日に廃駅となった。廃止後の駅施設は、2018年（平成30年）4月より観光・交流施設として改修・利用されている（後述）。

### 年表
- 1921年（大正10年）11月5日：鉄道省の駅として開業[5][6]。一般駅[1]。
- 1949年（昭和24年）6月1日：公共企業体である日本国有鉄道に移管。
- 1978年（昭和53年）10月2日：貨物取扱い廃止[5]。
- 1981年（昭和56年）：同年公開の映画『駅 STATION』で当駅とその周辺が主要な舞台となる[7]。
- 1984年（昭和59年）2月1日：荷物取扱い廃止[1]。同時に無人[8][9][10]（簡易委託）化。無人化前は10人の駅職員が勤務していた[10]。
- 1987年（昭和62年）4月1日：国鉄分割民営化によりJR北海道に承継[5]。
- 2016年（平成28年）12月5日：留萌駅 - 当駅間の廃止に伴い、廃駅となる[11]。

### 駅名の由来
アイヌ語で「カモメの多いところ」を意味する「マシュケ」より。「増毛」という駅名が薄毛に悩む人の間で人気を博し、当駅の入場券が縁起切符として販売され、1980年度と1981年度には合計54000枚以上が売れた。落語家の桂歌丸もネタにしたという。駅廃止後の2022年には、TOKIOの城島茂が出演するアートネイチャーのテレビCMが当駅で収録された。

## 駅構造

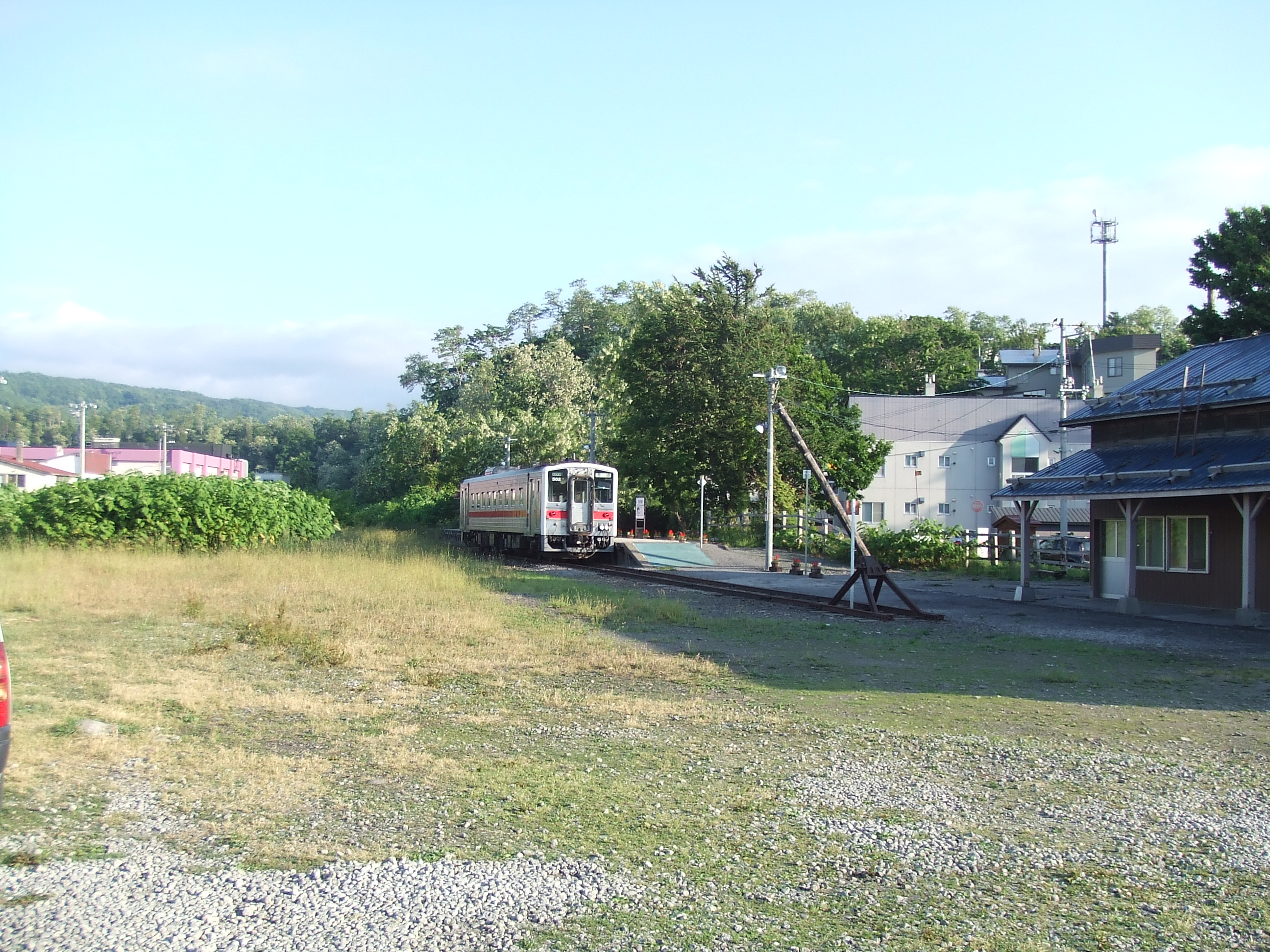
広大な貨物用側線の跡地が広がる駅構内（2007年6月）

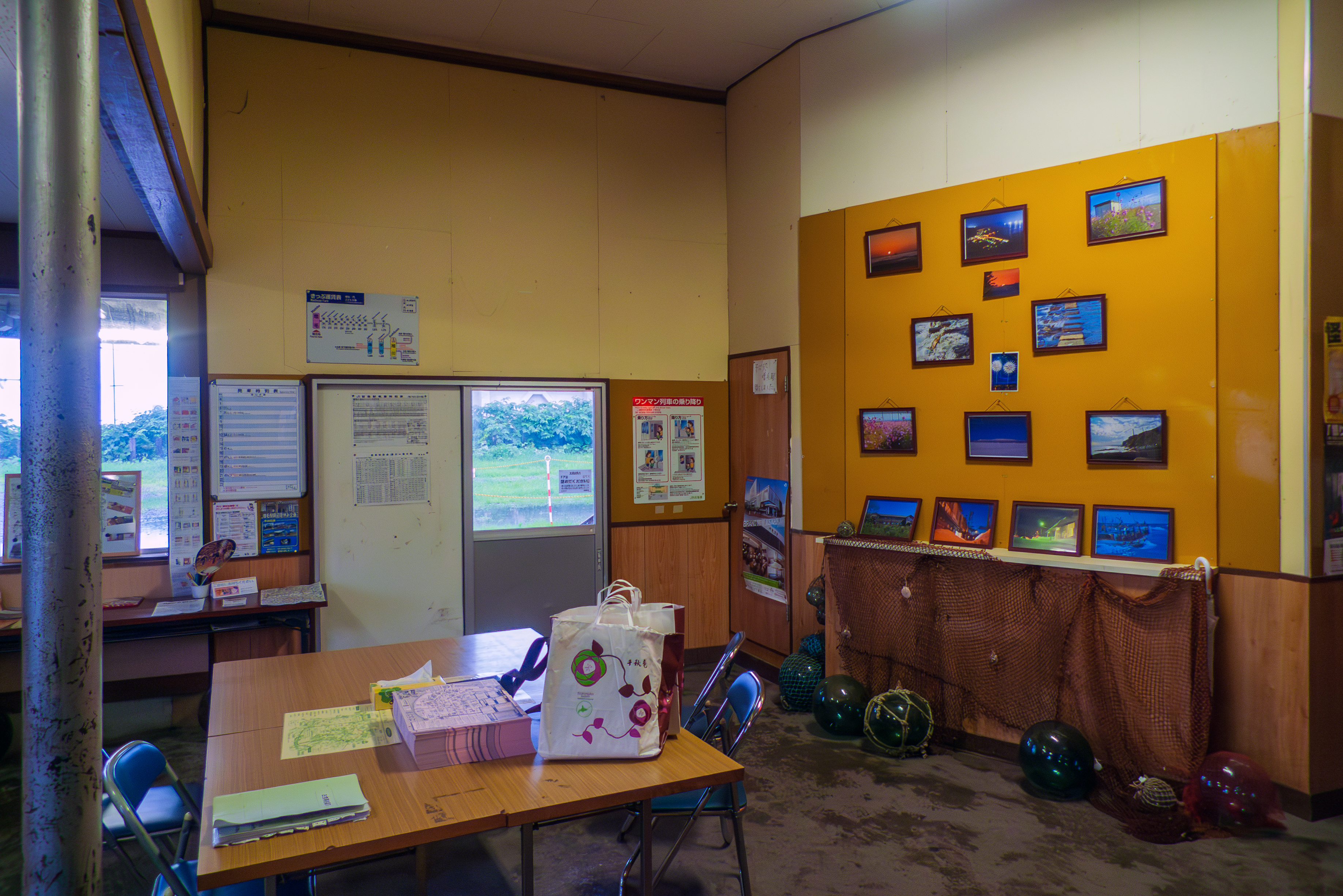
駅舎内部（2015年7月）

廃止時には1面1線のホームを持つ、行き止まりの地上駅であった。無人駅で留萌駅が管理していた。

## 駅周辺
駅周辺には明治初期から旧商家丸一本間家などの建物が並ぶほか、道内最古の木造校舎である旧増毛小学校があり、あわせて「増毛の歴史的建物群」として北海道遺産に選定されている。
- 北海道道301号増毛港線
- 増毛町役場・増毛町消防本部
- 留萌警察署増毛駐在所
- 増毛郵便局
- 留萌信用金庫増毛支店
- 北洋銀行増毛支店
- 南るもい農業協同組合（JA南るもい）増毛支所
- 増毛漁業協同組合
- 増毛漁港
- 沿岸バス「旧増毛駅」停留所
  - 2017年4月1日より現名称に変更となり、同時に「特急はぼろ号（現・特急ましけ号）」が停車するようになった。

## 駅跡
廃駅後、増毛町ではJR北海道より駅舎の譲渡を受け、これを観光施設として転用するため建物面積を開業当時の大きさで増築復元、外板の板張りへの変更、蛍光灯を丸い電球タイプに置き換えるなど駅開業当時の姿に近づける改修工事を行い、2018年4月にオープンした。旧駅舎内では地元の水産加工会社が売店を営業しており、海産物を中心に土産物や「たこ親爺の蛸ザンギ」などの軽食を販売している。かつては旧駅務室で「暑寒そばの会」による「そば処 増毛駅」が営業していた。

## 隣の駅
北海道旅客鉄道（JR北海道）
留萌本線
箸別駅 - 増毛駅